# Клас Лестандер
Клас Лестандер (швед. Klas Lestander, 18 квітня 1931, Ар'єплуг, Норрботтен — 13 січня 2023) — шведський біатлоніст, перший олімпійський чемпіон з біатлону.

## Біографія
Клас Лестандер завоювавши золоту медаль на зимовій Олімпіаді 1960 року, став першим в історії олімпійським чемпіоном з біатлону. До 2010 року залишався єдиним шведом, який завоював золоту медаль з біатлону на Олімпійських іграх серед чоловіків. На зимовій Олімпіаді в Ванкувері його успіх повторив Бьорн Феррі. В 1958 році першим чемпіоном світу став Адольф Віклунд.